# Острица (Русенская область)
Острица (болг. Острица) — село в Болгарии, на левом берегу реки Черни-Лом (Кара-Лом). Находится в Русенской области, входит в общину Две-Могили. Население составляет 320 человек по переписи 2010 года.
В русско-турецкую войну 1877—1878 гг. Острица неоднократно была занимаема российскими отрядами различной силы (от роты и эскадрона до дивизии с артиллерией), ввиду своего стратегического значения на пути из Бялы в Разград, как закрывавшая туркам прямой путь на Бялу. В конце июня 1877 года Острица была занята российскими войсками из рущукского отряда, но затем, после сражения при Кацелово, перешло в руки турок, которым открывался отсюда прямой путь на город Бяла. Позже Острица несколько раз переходила из рук в руки, и только при наступлении рущукского отряда к городу Разград осталась окончательно за российскими войсками.

## Политическая ситуация
В местном кметстве Острица, в состав которого входит Острица, должность кмета (старосты) исполняет Йордан Тодоров Йорданов (Болгарская социалистическая партия (БСП)) по результатам выборов правления кметства.
Кмет (мэр) общины Две-Могили — Драгомир Дамянов Драганов (коалиция партий: Союз демократических сил, Демократическая партия, Демократы за сильную Болгарию, Земледельческий народный союз) по результатам выборов в правление общины.